# Diga di Yomasari
La diga di Yomasari (世増ダム?, Yomasari damu) è una diga sul fiume Niida, ubicata nella città di Hachinohe, prefettura di Aomori, nella regione di Tōhoku dello Honshū settentrionale, in Giappone.

## Storia
La diga di Yomasari Dam fu progettata come diga multifunzionale, per assicurare il controllo delle piene nell'eventualità di pesanti precipitazioni o tifoni, che rischiavano di inondare il centro di Hachinohe. Il bacino creato era destinato a fornire acqua a uso potabile, nonché a fini agricoli e industriali, e a creare una nuova area ricreativa per la pesca e la navigazione da diporto per i residenti di Hachinohe. Tuttavia, non c'è nessuna centrale idroelettrica associata alla diga.
Il lavoro di progettazione preliminare sulla diga di Yomasari cominciò nel 1976, mentre la costruzione principale iniziò nel 1989 e fu completata entro il 2003 da un consorzio della Obayashi Corporation, della Sumitomo Mitsui Construction e della Tekken Corporation.

## Progetto
La diga di Yomasari è una diga a gravità in calcestruzzo a nucleo cavo con vari sfioratori.